# Return to Halloweentown
Return to Halloweentown is een Disney Channel Original Movie uit 2006 onder regie van David Jackson.

## Verhaal
Marnie Piper gaat naar de universiteit voor heksen, op voorwaarde van Gwen dat Dylan met haar meegaat. Hier ontmoeten ze de zusters Sinister. Dylan wordt onmiddellijk verliefd op Scarlett, de leider van de drie zussen. Marnie is teleurgesteld als er op school geen magie meer gebruikt mag worden.
In haar nieuwe kamer verschijnt Aggie, Marnie's grootmoeder, in een hologram. Ze vertelt dat er iets gaande is in Halloweentown, maar wordt onderbroken voordat ze haar voor meer kan waarschuwen. Al snel belandt Marnie in een groot avontuur waarbij ze alles uit de kast moet halen om de school te redden.

## Rolverdeling
| Acteur                   | Rol                                          |
| ------------------------ | -------------------------------------------- |
| Sara Paxton              | Marnie Piper/Jonge Splendora Agatha Cromwell |
| Judith Hoag              | Gwen Piper                                   |
| Lucas Grabeel            | Ethan Dalloway                               |
| Debbie Reynolds          | Splendora Agatha Cromwell                    |
| J. Paul Zimmerman        | Dylan Piper                                  |
| Summer Bishil            | Aneesa de Geest                              |
| Keone Young              | Silas Sinister                               |
| Kristy Wu                | Scarlett Sinister                            |
| Christopher Robin Miller | Jonge Trol                                   |
| Kellie Cockrell          | Sage Sinister                                |
| Katie Cockrell           | Sapphire Sinister                            |
| Dan Young                | Dr. Ichabod Grogg                            |
| Leslie Pomeroy           | Dr. Goodwin                                  |
| Millicent Martin         | Professor Periwnkle                          |
| Darren Ewing             | Morose Cashier                               |
| Robin DeSantis           | Fee                                          |

## Trivia
- Sara Paxton verving Kimberly J. Brown voor de rol van Marnie in de film.
- Een teaser trailer werd op 25 augustus 2006 uitgezonden tijdens de première van The Cheetah Girls 2.
- De officiële poster verscheen voor het eerst in oktober 2006 in een issue van de Disney Adventures magazine.
- Emily Roeske verschijnt niet in dit deel.